# Örn (adelsätt)
Örn är en svensk adelsätt som adlades 1650.

## Personer ur ätten
- Samuel Johansson Örn (1623–1693), överinspektor
- Noak Johansson Örn